# 聶亮工
聶亮工（？年—1637年），號悔斋，湖广德安府云梦县人。明末政治人物。

## 生平
天啓四年（1624年）甲子科湖广乡试舉人，崇祯四年（1631年）辛未科进士。都察院观政，授仁和县知县，举卓异十二次，丁忧去职。八年起补遂安县，十年卒于官。